# Limón Black Star
El Limón Black Star fue un equipo de fútbol de Costa Rica que juega en la Segunda División de Costa Rica, la segunda categoría de fútbol del país.

## Historia
El 28 de abril del 2022, el abogado y empresario, Celso Gamboa, junto con otros inversionistas decidieron adquirir la franquicia de lo que era antes el equipo de Marineros de Puntarenas que se encontraban jugando en la Liga de Ascenso desde el 2020 con la franquicia también de lo que fue el equipo de "La U" Universitarios quién descendió ese año en el fútbol de la Primera División de Costa Rica.
Ante la desaparición de Limón Fútbol Club deciden trasladar este equipo a la provincia de Limón para la Temporada 2022-2023 en la Segunda División de Costa Rica, con el fin de que la provincia continúe con un equipo en el fútbol federado y paso a llamarse ahora Limón Black Star.

El 30 de julio de 2022, se oficializó su primer partido nacional en la Segunda División de Costa Rica, contra Municipal Turrialba de local en el estadio Juan Gobán, en un ambiente bastante caluroso, los limonenses son anotados al minuto 48 poniendo el marcador 0-1 a favor de Municipal Turrialba, dados los tiempos extras cerca de finalizar el encuentro, al minuto 94 se cobra un penal a favor de Limón, el pateador fue Marvin Esquivel en busca del empate, en el que Marvin logra empatar el encuentro, finalizando el marcador 1-1, en su primer empate como local en el Estadio Juan Gobán.

### Revocación de Licencia
El 12 de agosto se dio la revocación de la licencia del club Limón Black Star por parte del Comité de Licencias de la Federación Costarricense de Fútbol (Fútbol) se debió a inconsistencias financieras y un cambio en la administración, entre otros factores.

## Estadio

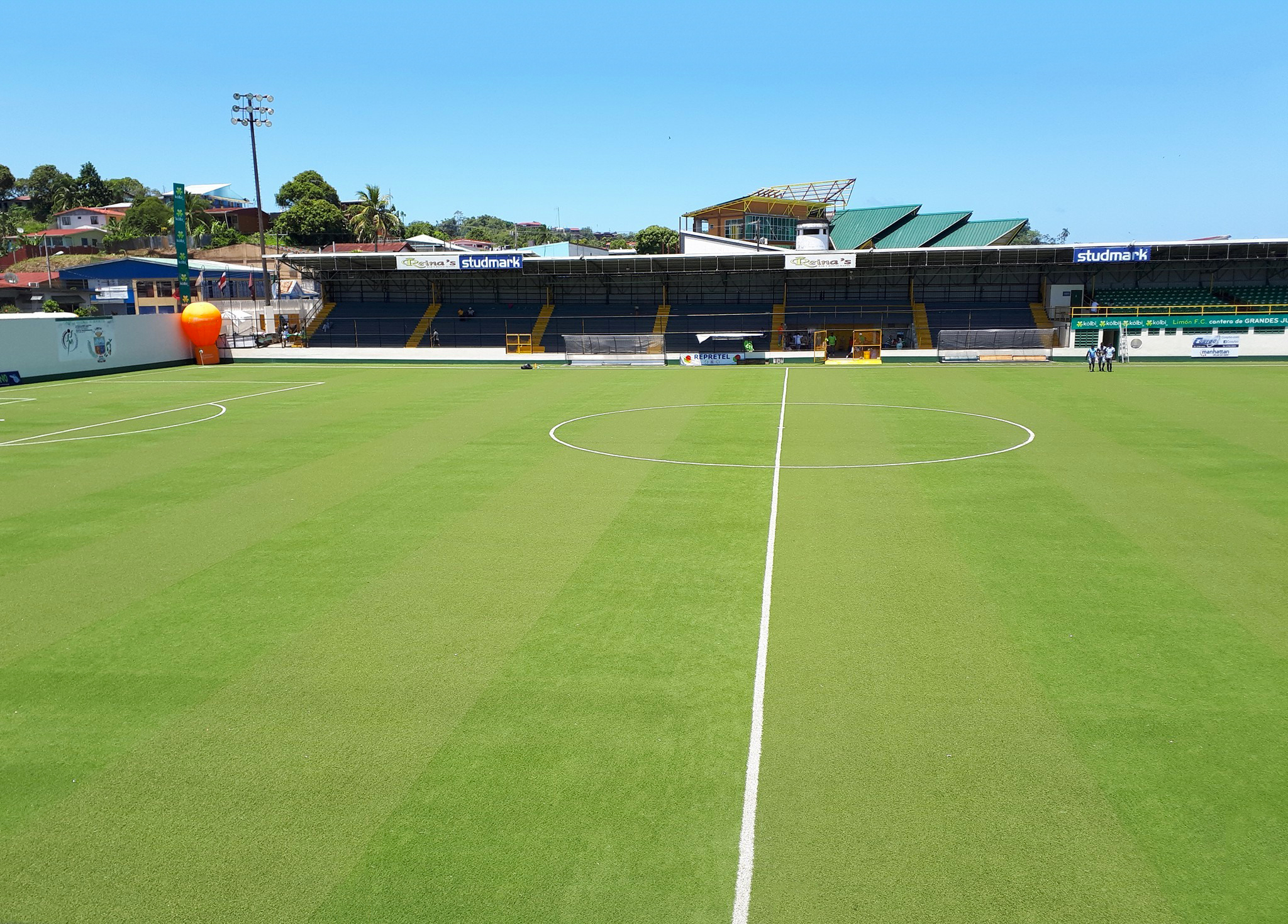
Estadio Juan Gobán.

El Estadio Juan Gobán, es el escenario que utiliza el equipo caribeño para sus prácticas y partidos de la Segunda División de Costa Rica.

## Datos del club

#### Segunda División
- Primer partido: 30 de junio de 2022, vs Municipal Turrialba.[8]
- Primera victoria: 24 de agosto de 2022, 2-1 vs A. D. Cariari Pococí.[9]
- Primera victoria como local: 24 de agosto de 2022, 2-1 vs A. D. Cariari Pococí.[9]
- Primera victoria como visitante: 28 de agosto de 2022, 1-0 vs Municipal Santa Ana.[10]
- Primera derrota: 14 de agosto de 2022, 0-1 vs Escorpiones de Belén F. C..[11]
- Primera derrota como local: 14 de agosto de 2022, 0-1 vs Escorpiones de Belén F. C..[11]
- Primera derrota como visitante: 6 de noviembre de 2022, 4-0 vs Quepos Cambute FC.[12]
- Primer gol: 30 de junio de 2022,  Marvin Esquivel, vs Municipal Turrialba.[8]
- Mayor goleada a favor: 20 de agosto de 2023 (5-0, vs Escorpiones de Belén F. C.).[13]
- Máximo goleador:  Froylán Alfaro (24 goles)[14]

#### Goleadores
| Jugador            | Goles |
| ------------------ | ----- |
| Froylán Alfaro     | 24    |
| Alexander Espinoza | 22    |

 Datos actualizados al último partido jugado el 23 de marzo de 2025.

#### Torneo de Copa
- Primer partido: 16 de agosto de 2023, vs Santos de Guápiles.[15]
- Primera derrota: 16 de agosto de 2023, 0-3 vs Santos de Guápiles.[15]
- Primera derrota como visitante: 16 de agosto de 2023, 0-3 vs Santos de Guápiles.[15]

#### Internacional
- 24 de julio de 2022 (amistoso) vs  C. D. Broncos de Choluteca, 2-0.[16]